# قورباغه‌های دهان‌پرور
قورباغه‌های دهان‌پرور (Rhinodermatidae) که با نام قورباغه‌های داروین، نیز شناخته می‌شوند، خانوادهٔ کوچکی از قورباغه‌ها هستند که در جنگل‌های معتدل جنوب شیلی و آرژانتین یافت می‌شوند.
آن‌ها یک گروه فرگشتی منحصربه‌فرد و قابل‌توجه از قورباغه‌ها هستند که در کرتاسه پسین، تنها چند میلیون سال پیش از رویداد انقراض کرتاسه-پالئوژن، از دیگر قورباغه‌ها منشعب شده‌اند. تصور می‌شود که دو سردهٔ Rhinoderma و Insuetophrynus، در دوران پالئوسن از هم جدا شده‌اند. هر سه گونهٔ این خانواده، در حال حاضر به‌دلیل نابودی زیستگاه، گونه‌های مهاجم و به‌ویژه گسترش بیماری قارچ دیگچه‌ای دوزیستان در زیستگاه‌های بومی خود در خطر انقراض هستند و یکی از آن‌ها، قورباغهٔ داروین شیلی (Rhinoderma rufum)، ممکن است اکنون منقرض‌شده باشد.

## سرده‌ها
دو سرده با سه گونه از این خانواده، شناسایی شده‌اند:
- Insuetophrynus Barrio, 1970 (آرایه تک‌نماد)
- قورباغه‌های داروین Duméril and Bibron, 1841 (۲ گونه)